# Paus Marcellinus
Marcellinus (gestorven Rome, 1 of 26 april of 30 september 304) was de 29e paus van de Katholieke Kerk. Zijn pontificaat begon onder het keizerlijk regime van Diocletianus, in een tijd dat deze nog geen christenvervolgingen liet plaatsvinden. Onder Marcellinus' heerschappij groeide daarom het aantal christenen gestaag. Door Galerius werd Diocletianus echter tegen de christenen opgestookt, zodat spoedig velen ter dood gebracht werden. Onder zijn pontificaat, zo kan men zeggen, bereikte de christenvervolging haar hoogtepunt.
Bij deze christenvervolgingen werd ook deze paus niet gespaard. Wat hem controversieel maakt is dat hij volgens sommige overleveringen onder dwang aan heidense goden geofferd zou hebben en de schatten van de kerk zou hebben afgestaan. Augustinus spreekt dit echter weer tegen. In de 6e eeuw werd zijn naam echter gezuiverd. Dit is mede te danken aan het verloren gegane boek "Daden van de heilige Marcellinus".
Paus Damasus beweert dat hij onthoofd werd in het bos, samen met een zekere Petrus. Dit verhaal zou hij van de beul vernomen hebben. Marcellinus wordt als martelaar en heilige vereerd. Hij werd 25 dagen na zijn dood begraven. Binnen de katholieke kerk spreekt men elkaar tegen over de exacte sterfdatum. Zowel 1 april, 26 april als 30 september zouden het kunnen zijn. Zijn feestdag is op de Westerse kalender 26 april en op de Oosterse kalender op 7 juni.
Cursief: tegenpaus